# Де Лазари, Иван Константинович

Иван Константинович де Лазари (5 января 1871, Москва — 1931, там же) — актёр, режиссёр, виртуоз-гитарист и певец; сын актёра Константина де Лазари (Константинова), брат поэта Николая Константиновича де Лазари.

## Биография
Из воспоминаний Т. Григоровой: «Иван Константинович де-Лазари был артистом и режиссёром Александрийского театра (…), был известным гитаристом и носил титул Солиста Его Величества. Играл он виртуозно, голос был небольшой, но владел он им изумительно, пел исключительно задушевно. Его очень любили наши нефтяные магнаты — Манташев, Лианозов — и часто приглашали к себе на ужины, одаривая ценными подарками. Судьба его печальна. Из Петрограда он переехал в Москву, жена осталась здесь. В период войны он много выезжал на позиции с санитарными поездами и как член агитбригад, и всегда встречал и у солдат и у офицеров восторженный приём. Революционные события застали его в Севастополе, а титул Солист Его Величества привел к катастрофе. Однажды ночью ворвалась возбужденная толпа в гостиницу, где он жил и, прочитав на двери его визитную карточку со столь ненавистным званием, выломала двери и, не разбирая в чём дело, избила до полусмерти, искалечив и руки, и лицо. Ему выбили челюсти, каблуками переломали руки, повредили горло. После всех операций он выжил, но голос пропал совсем, он говорил только шепотом, пальцы потеряли гибкость. (…) В годы гражданской войны Вера Михайловна (жена) продала кому-то скульптуру Ивана Константиновича во весь рост с гитарой, выполненную скульптором Фредман-Клозелем».

## Семья
Иван де Лазари был женат дважды: первый раз на балерине Евгении Густавовне Легат, сестре Николая и Сергея Легатов; второй — на Вере Михайловне Парчинской.

## Интересные факты
- Иван де Лазари, как и вся труппа Мариинского театра, попал «на карандаш» — в альбом «Русский балет в карикатурах», изданный братьями Легат в 1903 году: «В сущности, это были беззлобные шаржи, в которых чувствуется симпатия к портретируемым»[2].
- А. И. Куприн посвятил И. К. де-Лазари такую эпиграмму:

Ты играешь на гитаре,
Я играю на словах.
Но играем мы с раздором,
И, как истинные баре,
Мы, в заплатанных штанах,
Жизнь окончим под забором. 

(1916)